# ミグイェン・バシャ
ミグイェン・ジェヴァト・バシャ（Migjen Xhevat Basha、1987年1月5日  - ）は、スイス・ローザンヌ出身の元プロサッカー選手。元アルバニア代表。現役時代のポジションはミッドフィールダー。

## 経歴
コソボ系アルバニア人の両親の下、スイスのローザンヌで生まれた。その後コソボに移住するもコソボ紛争のため再びローザンヌに戻った。この紛争で叔父を亡くしている。
2004年、FCローザンヌ・スポルトの下部組織に入団。2005年7月16日開催のFCヴィンタートゥール戦でトップチームデビュー。30日のFCルツェルン戦で初ゴール。
2005-06シーズン冬、セリエC1のASルッケーゼ・リベルタス1905に移籍。その後FCエスペリア・ヴィアレッジョ、ACリミニ1912、フロジノーネ・カルチョとイタリアの下位クラブを転々とした。
2011年7月、セリエBのアタランタBCから同カテゴリーのトリノFCに1年間レンタル移籍。8月21日のアスコリ・カルチョ戦で移籍後初出場。以降レギュラーに定着し、チームの2位フィニッシュ＆セリエA昇格に大きく貢献した。この活躍が評価され、2012年7月に完全移籍に移行した。
2015年8月、FCルツェルンに移籍。9シーズンぶりのスイス復帰となった。
2016年8月12日、FCバーリ1908に2年契約で移籍。
2018年7月14日、アリス・テッサロニキに2年契約で移籍。
2019年9月19日、メルボルン・ビクトリーFCに2年契約で移籍。

## 代表歴
年代別代表ではスイス代表を選択していたが、2010年7月にアルバニア代表への変更を表明した。2013年3月、FIFAがバシャの国籍変更を承認した。
2013年3月22日に開催された2014W杯・欧州予選のノルウェー戦でアルバニア代表デビュー。4日後に開催された親善試合・リトアニア戦で初ゴール。

### ゴール
| # | 開催日         | 会場                         | 対戦国     | スコア | 結果 | 大会     |
| - | -------------- | ---------------------------- | ---------- | ------ | ---- | -------- |
| 1 | 2013年3月26日  | ケマル・スタファ・スタジアム | リトアニア | 3–0    | 4–1  | 親善試合 |
| 2 | 2014年3月5日   | ニコ・ドヴァナ・スタジアム   | マルタ     | 1–0    | 2–0  | 親善試合 |
| 3 | 2015年11月16日 | ケマル・スタファ・スタジアム | ジョージア | 1–2    | 2–2  | 親善試合 |